# Schlacht von Chalkedon
Sybota – Potidaia – Spartolos – Stratos – Naupaktos – Plataiai – Olpai – Tanagra – Pylos – Sphakteria – Korinth – Megara – Delion – Amphipolis – Mantineia – Melos – Syrakus – Milet – Syme – Eretria – Kynossema – Abydos – Kyzikos – Ephesos – Chalkedon – Byzanz – Andros – Notion – Mytilene  – Arginusen – Aigospotamoi
Die Schlacht von Chalkedon war eine Schlacht im Peloponnesischen Krieg, bei der Anfang des Jahres 408 v. Chr., möglicherweise auch schon 409 v. Chr., ein Belagerungsheer aus Athen die Verteidiger der Stadt Chalkedon am Bosporus besiegte. Im Anschluss an die Schlacht gelang den Athenern mit der Einnahme von Chalkedon, Selymbria und Byzantion die Wiederherstellung ihrer Herrschaft am Bosporus. 

## Belagerung Chalkedons
Nach der Vernichtung der peloponnesischen Flotte in der Schlacht von Kyzikos im Frühjahr 410 v. Chr. konzentrierte der attische Feldherr Alkibiades seine Kräfte auf die Rückgewinnung der verlorenen Position Athens an den Meerengen. Gleich nach der Schlacht fuhr er nach Perinthos und Selymbria in Thrakien, wurde jedoch nur in der ersten Stadt eingelassen, während die Bürger der zweiten immerhin Abgaben zahlten. Danach befestigte er den Ort Chrysopolis am Bosporus im Territorium der Chalkedonier, wo er eine Zollstation zur Erhebung des Sundzolls einrichtete und eine Garnison mit dreißig Trieren unter dem Kommando der Feldherren Theramenes und Eumachos zurückließ mit dem Auftrag, die durchkommenden Schiffe zu kontrollieren und den von Athen abgefallenen Städten zu schaden. Alkibiades selbst kehrte mit seiner Hauptmacht nach Lampsakos am Hellespont zurück, das er ebenfalls befestigen ließ. Chalkedon und Byzanz am Bosporus erhielten unterdessen Unterstützung durch den persischen Satrapen Pharnabazos und den spartanischen Feldherrn Klearchos, der die attische Blockade mit wenigen Schiffen durchbrach, um in Byzanz die Verteidigung zu übernehmen. Spätestens im Jahr 409 v. Chr. erhöhte Theramenes jedoch den Druck auf Chalkedon und legte sich in ein festes Lager vor den Mauern. Unter Ausnutzung eines natürlichen Flusslaufs ließ er die Stadt zum Land hin mit einer Palisade umschließen und begann die Belagerung.

## Schlacht von Chalkedon
Der spartanische Harmost Hippokrates, der die Verteidigung Chalkedons leitete, wartete zunächst ab, doch als er zu Beginn des folgenden Jahres erfuhr, dass ein persisches Hilfskontingent unter dem Kommando des Pharnabazos in Reichweite war, entschied er sich zu einem Ausfall. Alkibiades hatte inzwischen die attische Präsenz auf 70 Schiffe und 5.000 Soldaten verstärkt, darunter ein Kontingent Hopliten und Leichtschildner unter dem Kommando des Strategen Thrasyllos. Gegen diese Truppen kämpften die Chalkedonier und Spartaner innerhalb der Palisaden um eine Chance zur Vereinigung mit dem persischen Entsatzheer. Nach einer langen Schlacht fiel die Entscheidung durch die Ankunft des Alkibiades mit der Reiterei. Hippokrates fiel, während seine Männer sich hinter die Mauern zurückzogen. Die Perser hatten wegen der Palisade und dem Fluss nicht in die Schlacht eingreifen können und zogen sich in ihr Lager beim Herakleion von Chalkedon zurück.

## Verständigung mit Pharnabazos
Nach der Schlacht nahmen Alkibiades und Pharnabazos Verhandlungen auf, und Theramenes handelte eine Übereinkunft aus, nach der Chalkedon formal unter persischer Oberhoheit blieb, aber seine Abgaben an Athen zahlen sollte. Der Vertrag wurde von Alkibiades und Pharnabazos in Chrysopolis und Chalkedon beeidigt. Bald darauf scheint die Stadt aber wieder völlig unter athenischer Kontrolle gewesen zu sein. Das wichtigere Ziel, die Spaltung des spartanisch-persischen Bündnisses, wurde jedoch verfehlt, da die weiteren Verhandlungen mit dem Großkönig ergebnislos im Sande verliefen.

## Eroberung von Byzantion
Noch während der Verhandlungen hatten die Athener auf die europäische Seite des Bosporus übergesetzt, wo sie die Stadt Byzantion einschlossen, die von dem Spartaner Klearchos, dem Boioter Koiratadas und dem Megarer Helixos verteidigt wurde. Während Theramenes die Belagerung leitete, fuhr Alkibiades zur Eroberung von Selymbria. Nachdem diese in einem Überraschungscoup gelungen war, führte er weitere Verstärkungen aus Thrakien und vom Hellespont heran. Schließlich gelang mit einer Kriegslist auch die Einnahme von Byzantion, wobei mehrere Verräter in der Stadt behilflich waren, indem sie die Athener zu einem der Tore hereinließen.

## Ergebnis
Mit der Einnahme von Chalkedon und Byzantion, seiner letzten großen Waffentat im Dienste Athens, hatte Alkibiades die verlorenen Positionen des Attischen Reiches an den Meerengen nahezu vollständig zurückgewonnen. Mithilfe des Getreides vom Schwarzen Meer und der Einnahmen aus dem Sundzoll konnte Athen den Krieg noch fünf Jahre weiterführen, bevor es endlich der peloponnesisch-persischen Übermacht unterliegen musste. 